# GVfs
GVfsは、GNOMEデスクトップの仮想ファイルシステムで、SFTP、FTP、WebDAV、SMB、OBEXなどを経由したリモートデータとudevを経由したローカルデータへのアクセスを容易にする。
アタッチされたリソースはURIで参照できるようになり、例えば smb://server01/gamedata とか ftp://username:password@ftp.example.net/public_html となる。また、従来と同様のマウントを ~/.gvfs/ 配下に行うこともでき、POSIX標準のコマンドやI/Oを使った古いアプリケーションからも利用できる。

## 技術詳細
GVfsはFUSEを使い、従来の GnomeVFS の代替を意図したものである。アプリケーションがロードするGIOをサポートした共有ライブラリと、相互の通信やD-Bus上のGIOモジュールとの通信を行う各種デーモンで構成されるGVFS本体からなる。
2010年12月現在、登録された113のGNOMEコンポーネントのうち107がGIOに移植され、GVfsのURIをサポートしている。また、gvfs-mount、gvfs-lessなどGVfsリソースに対して機能するコマンドラインのユーティリティ群もある。